# Deir al Qamar

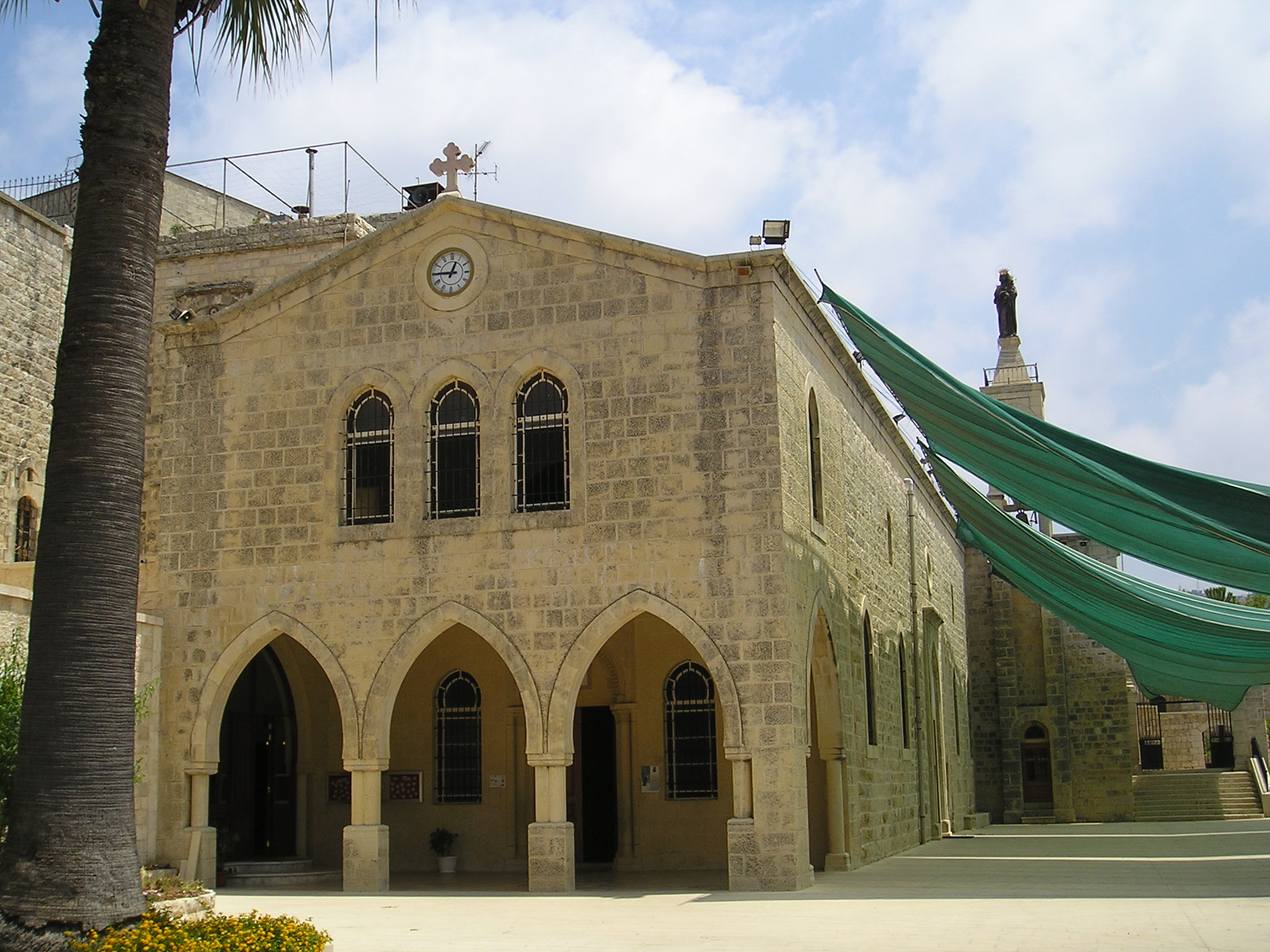
Maronitisk kyrka i Deir al Qamar

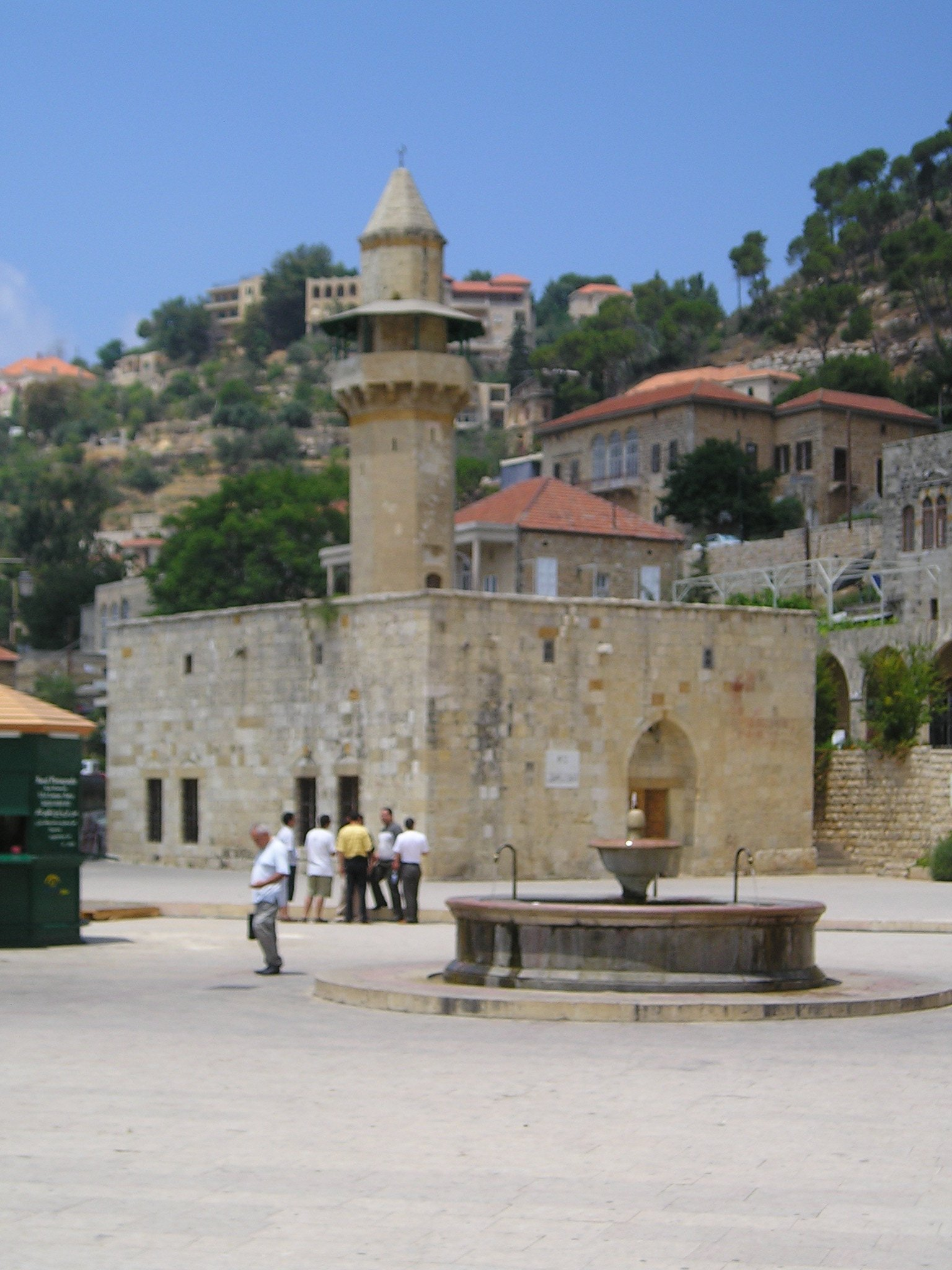
Deir al Qamar

Deir al-Qamar (på arabiska  دير القمر, som betyder "Månens kloster") är en libanesisk by som ligger 35 kilometer från Beirut, i distriktet Chouf i provinsen Mount Lebanon. 
Deir al Qamar har haft en viktig plats i Libanons historia, eftersom staden var huvudstad för Shihabs furstar. Under 1945 togs den med på Unescos lista över världsarv. De maronitiska kristna är majoriteten av befolkningen och staden har varit en av de få städer som skonats från fördrivning och förstörelse under det så kallade "bergetskriget" år 1983 mellan milis från de libanesiska styrkorna med majoriteten kristna och milis från det Progressiva socialistpartiet med majoriteten druser. 
En känd person från staden är Libanons president Camille Chamoun, vars son är borgmästare i staden sedan 1998.